# Daniel James (Schauspieler)
Daniel Anton James (* 3. Oktober 1981 in Auckland, Neuseeland) ist ein neuseeländischer Schauspieler und Synchronsprecher.

## Leben
Daniel James spielte in Fernsehserien wie Xena – Die Kriegerprinzessin und Hercules mit.
In Deutschland wurde er durch die Serie The Tribe bekannt, in der er in 15 Folgen in der Rolle des Zoot auftrat, in der ersten Staffel als einer der Hauptcharaktere, in den folgenden als Gastdarsteller.
James sammelte Erfahrungen im Theater und in der Oper. Zudem war er als Synchronsprecher tätig und spielte in einigen Werbespots.

## Filmografie (Auswahl)
- 1994: Hercules und das Amazonenheer (Hercules and the Amazon Women, Fernsehfilm)
- 1996: Enid Blyton: Die verwegenen Vier
- 1999: The Tribe – Eine Welt ohne Erwachsene (Fernsehserie)